# Taenaris fergussonia
Taenaris fergussonia är en fjärilsart som beskrevs av Hans Fruhstorfer 1904. Taenaris fergussonia ingår i släktet Taenaris och familjen praktfjärilar. Inga underarter finns listade i Catalogue of Life.